# I. László I. törvénykönyve
I. László I. törvénykönyve I. László három törvénykönyve közül a legkésőbbi jogszabály. A Corpus Juris Hungarici jelölése téves, a III-as és II-es jelölésű törvénykönyvek valójában korábbiak ennél. 

## Tartalma
A törvénykönyv rövid bevezetőből és 42 fejezetből áll. A bevezető szerint 1092. május 20-án kelt a szabolcsi zsinaton, melyen a király elnökölt. Elsősorban egyházi rendszabályokat tartalmaz (pl. cölibátus). 38. fejezete csaknem 40 ünnepnap kötelezővé megtartását írta elő. Kolosvári Sándor szerint e szabályok nagy része korábbi keleti zsinatok végzéseiben is megtalálhatók. Néhány rendelkezése a mohamedánok (izmaeliták) és a zsidók kereskedéséről, a zsidók és keresztények házasságáról, valamint az egyháznak fizetendő adókról szól. László a lopás miatti korábbi kemény szankciókat kissé enyhítette ebben a törvénykönyvében.  A törvény legpontosabb szövege az Admonti-kódex-ből ismert.

## Jelölései
- I. László I. törvénykönyve
- I. László dekrétumainak első könyve
- Decretorum liber primus

Törvénycikkek (fejezetek) jelölése:
- I. László I. 28. c.
- I. László I. 28. fej.
- A tüzes vas és forró víz próbájánál való tanúságról szóló 28. cikk

## Külső kapcsolatok
- I. László I. törvénykönyve Archiválva 2006. március 10-i dátummal a Wayback Machine-ben